# Spickel-Gaststätte

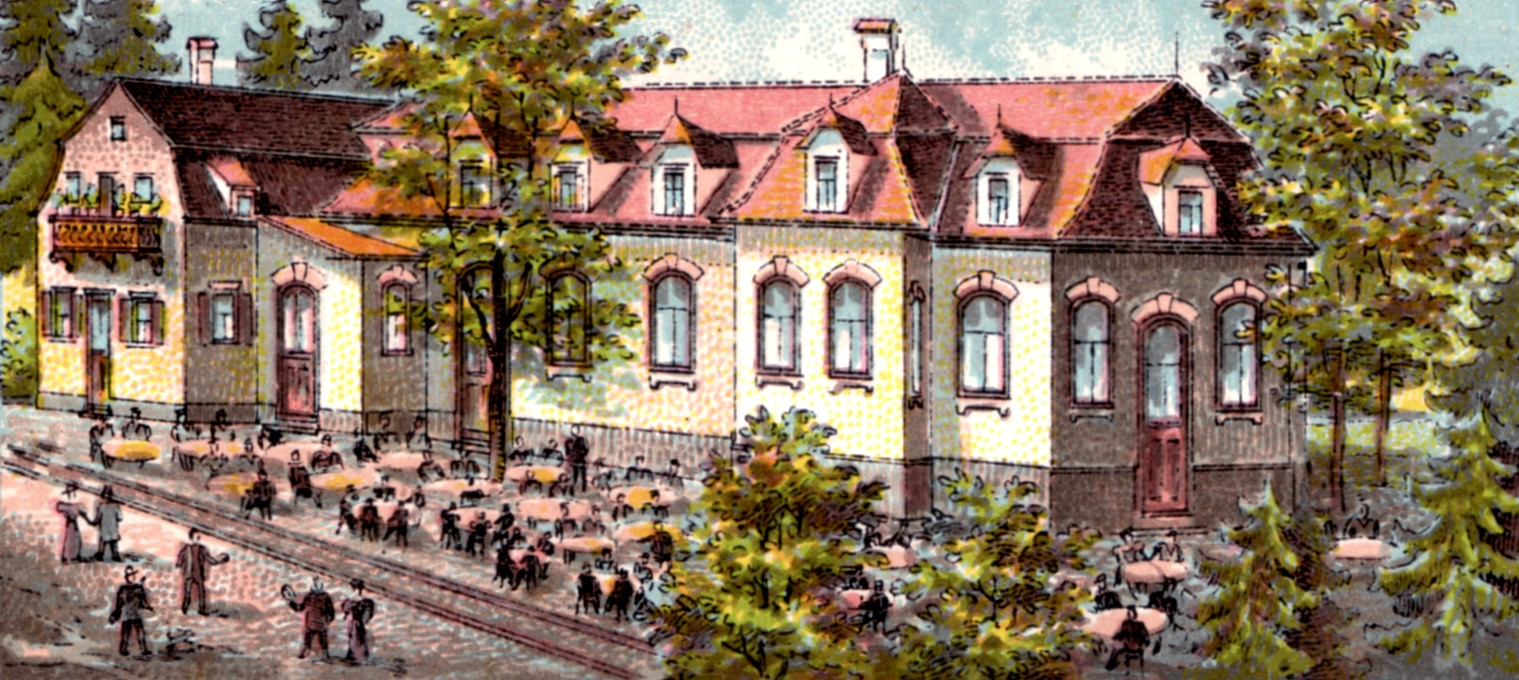
Der neobarocke Neubau der Spickel-Gaststätte 1899, Architekt: Josef Schempp

Die Spickel-Gaststätte, auch „Insel“ genannt, war vom Ende des 18. Jahrhunderts bis ins 20. Jahrhundert ein weithin bekannter und beliebter Ausflugsort der Augsburger. 
Die Waldwirtschaft stellte eine der Attraktionen des Augsburger Siebentischwaldes dar und gab dem 1919 nahe bei ihr gegründeten Augsburger Augsburger Stadtbezirk Spickel den Namen. Sie erhielt die Adresse Spickelstraße 17, verfiel in der Mitte des 20. Jahrhunderts, wurde 1966 abgerissen und nicht wieder aufgebaut.

## Geschichte

### Gründung 1793

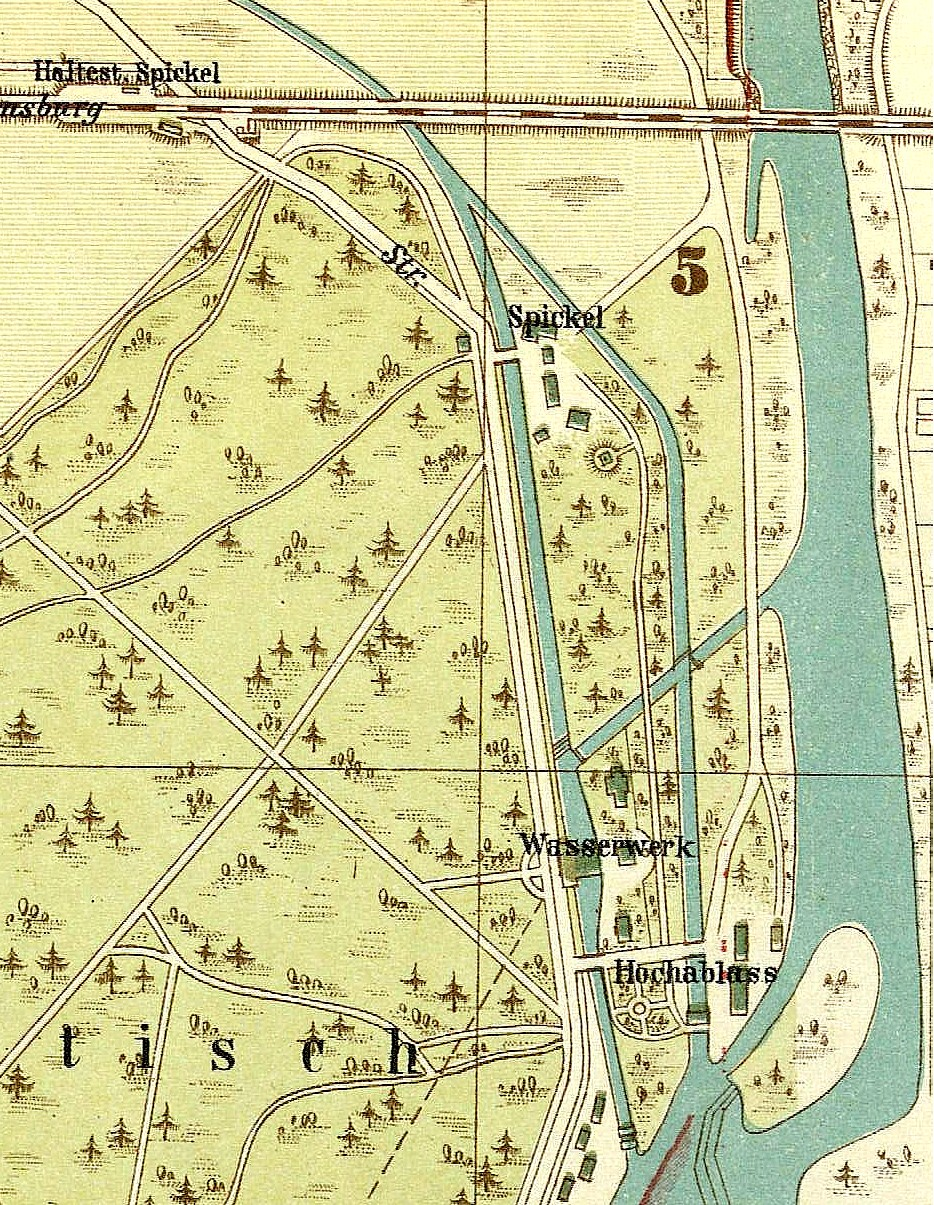
Die Spickel-Insel zwischen Neubachkanal (links) und Oberem Stadtbach im Jahr 1910

Die Geschichte der Spickel-Gaststätte setzt im Jahr 1793 ein, als eine Vereinigung von Augsburger Adligen und wohlhabenden Bürgern, die sogenannten „Abonnenten auf der Insel“, begannen, sich in der Stadt-Au, dem späteren Siebentischwald, einen „Lustort“ zu schaffen. Die Initiatoren waren Philipp Christoph von Stetten, Oberlieutenant im k.b. 2ten Kürassierregiment (1756–1825), und sein Bruder Thomas von Stetten, k.b. Forstinspektor und vormaliger Oberst des Landwehrregimentes Augsburg (1759–1822).

„Dieser am Ende des Siebentischwaldes gelegene sehr frequente Erholungsplatz hat seinen Doppelnamen von zwei vom Ablaß ausgehenden Kanälen, welche bei ihrem Zusammenfluß eine Erdspitze, oder in der Volkssprache einen „Spickel“ bilden, und so mit dem Lechstrom diesen Waldtheil zu einer Insel gestalten.“

Die anfängliche Exklusivität des Erholungsortes weckte aber auch Ressentiments bei weniger privilegierten Bürgern:

„Einer der angenehmsten Pläzze ist der sogenannte Spikel, eine waldigte Insel, zwischen zweien Armen des Lechs, in englischem Geschmakke angelegt. Diese Anlage ist das Werk einer geschlossenen Gesellschaft, welche beträchtliche Summen darauf verwendet. Nur Schade, daß boshafte Menschen aus dem Pöbel, der auch hier, wie überall, die höhern Klassen um ihren Wohlstand und Lebensgenus beneidet, schon zu verschiedenen malen sich hier das schändliche Geschäfte gemacht hat, die niedlichsten Häuschen und Kunstsachen zu zerstöhren.“

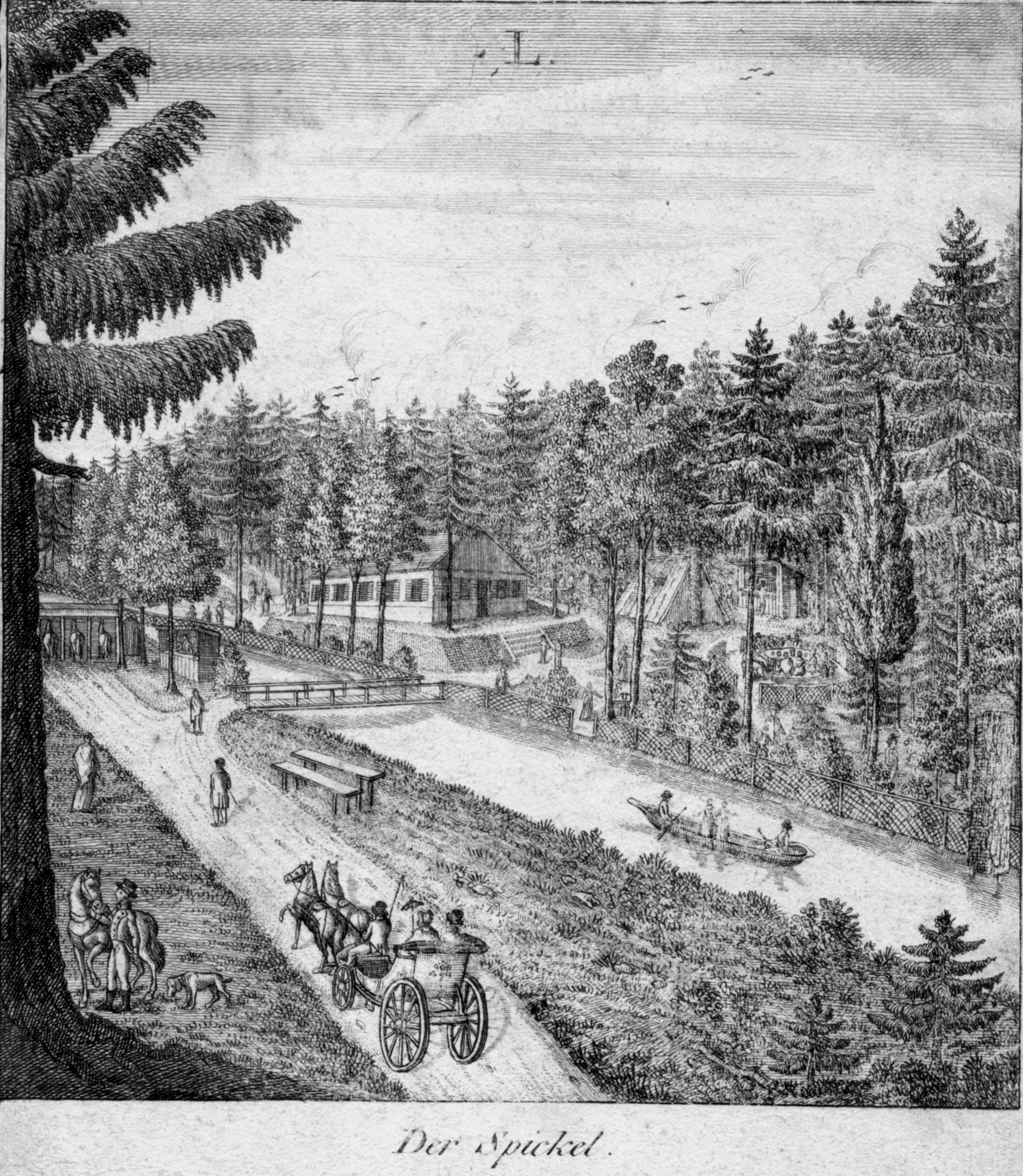
Der Spickel kurz nach seiner Gründung im Jahr 1793
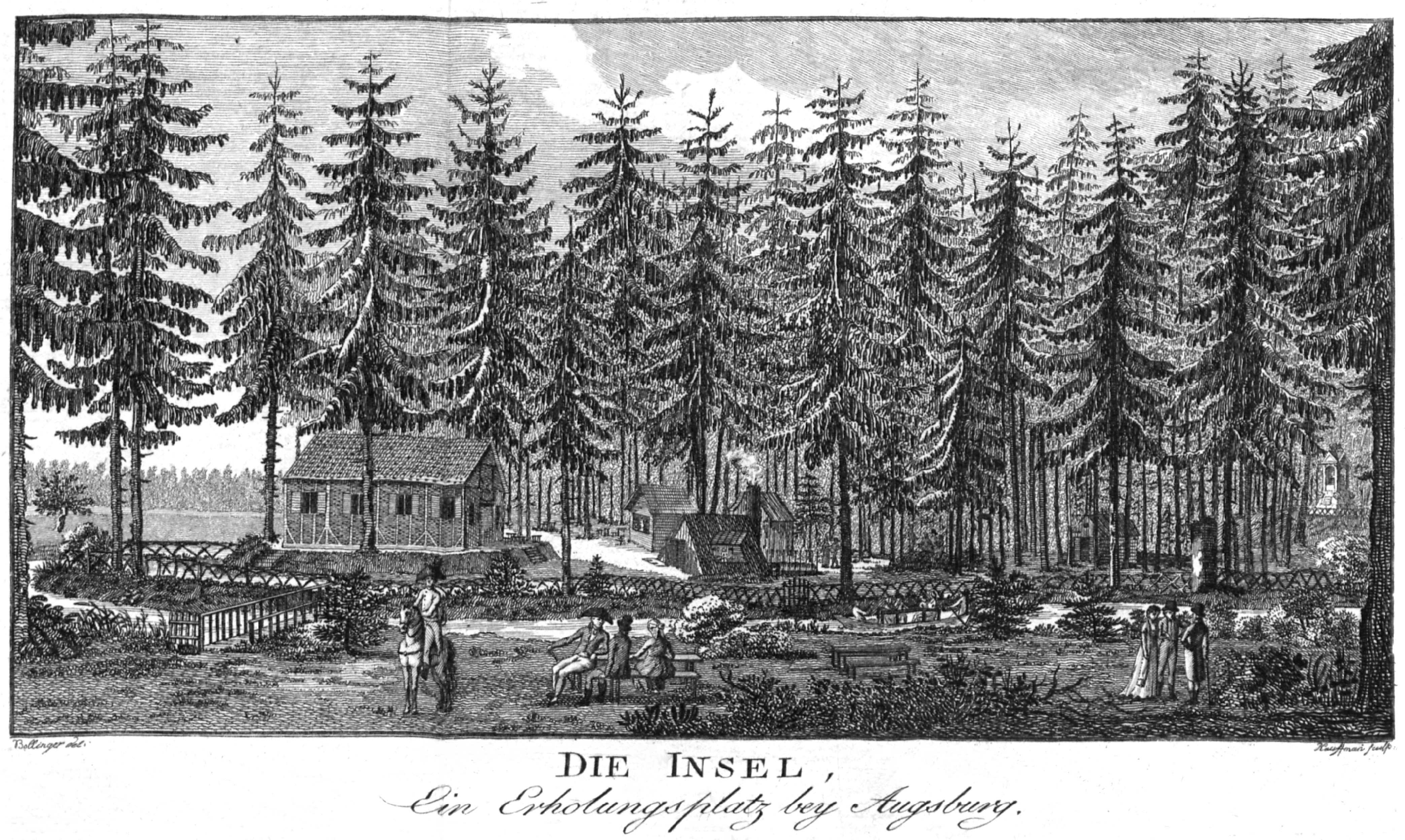
Die „Insel“ kurz nach 1802. Rechts am Bildrand ist das neue Denkmal für Erzherzog Karl zu erkennen.

### Erzherzog-Karl-Denkmal

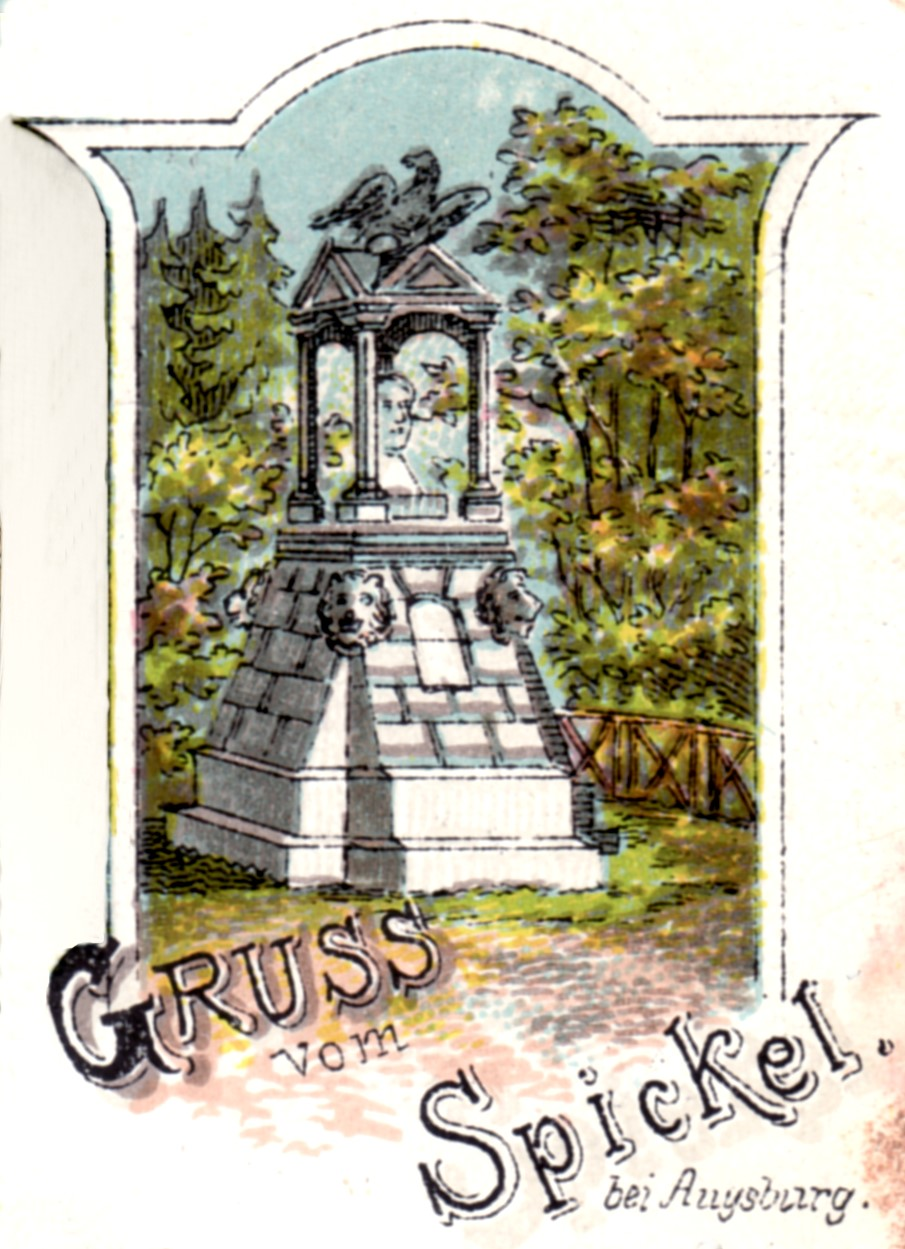
Erzherzog-Karl-Denkmal nach der Restaurierung von 1897

Im Sommer 1801 wurde im Reichstag ein vielbeachteter Antrag eingebracht, dem Erzherzog Karl ein Monument zu errichten, was der so Geehrte aber zurückwies, da er die durch die Revolutionskriege verarmte Bevölkerung nicht mit den Kosten belastet sehen wollte. Auf Initiative Thomas von Stettens wurde jedoch auf dem Spickel ein bescheidener Ersatz für das große Vorhaben geschaffen und am 19. Juni 1802 eingeweiht:

„Seit mehreren Jahren besteht eine halbe Stunde von hiesiger Stadt, an dem Saume des Waldes gegen den Lech hin, unweit dem Ablaß, eine eben so liebliche als geschmackvolle Anlage, genannt die Insel, weil sie fast ganz von fliessendem Wasser umgeben ist. Sie wird von den Einwohnern Augspurgs häufig besucht, u. auch die Fremden schenken der ganzen dortigen Einrichtung und den anmutigen SchattenGängen ihren Beifall. Zum steten Andenken an den unsterblichen Heerführer, und allgeliebten MenschenFreund ErzHerzog Karl, haben einige Verehrer Desselben daselbst ein Monument errichten lassen. Dieses steht in der Mitte der Insel auf einer kleinen Anhöhe, welche, so wie die Zugänge, mit einer niedern Hecke von Rosen und Jasmin umgeben ist. Zu dem zwischen 4 jungen Eichen, dem SinnBild Deutscher Helden, stehenden Denkmal führen RasenStufen; dann kommt ein FußGestelle von DuftStein, auf diesem ruhet auf 4 Löwenköpfen ein altrömischer Tempel mit 4 Säulen. In dem Tempel steht auf einem Postament von schönem grauen Marmor das aus einem reinen weissen karrarischen Marmor gearbeitete BrustBild des Erzherzogs Karl, in Römischem Kostüme, welches der hiesige Künstler Haft mit trefflicher Aehnlichkeit verfertigt hat. Auf dem Tempel erblickt man den Kaiserl. Adler mit ausgebreiteten Flügeln, der einen um den ReichsApfel gewundenen Lorbeer hält. Dieses 16 Fuss hohe Monument wird nach den FeierTagen durch eine kleine Beleuchtung ohne alles weitere Geräusch – wie dis dem Karakter der hohen Person, welcher es gewidmet wird, angemessen ist – mit stiller, aber innigst herzlicher Ehrfurcht eingeweihet werden. Es hat die einfache Inschrift: Dem Retter der Deutschen, von einigen Deutschen.“

Doch die Zeiten waren wechselhaft: „Die Büste wurde später, als die Franzosen wieder die Oberhand erhielten, am Ablasse als Heiligthum aufbewahrt und erst im Jahre 1814 wieder aufgestellt.“
35 Jahre später wird zum ersten, aber nicht zum letzten Mal beklagt, dass das Denkmal in „jämmerlichstem Zustande“ sei: „Muss nicht der Fremde, der dieses Monument sieht, in Staunen gesetzt werden, die Büste des gefeierten Helden ohne Nase zu schauen, bringt so ein Anblick den Nachkommen der edlen Stifter dieses Denkmals eine Ehre?“
Bei der letzten Renovierung 2003 wurde der seit Langem fehlende Adler nicht ersetzt, an Stelle der Originalbüste befindet sich eine Kopie. Auch Karls Name ist auf dem Denkmal nicht mehr enthalten, lediglich die Inschriften „Dem Sieger über die französischen Revolutionsarmeen 1796-1799“ und „errichtet 1802, erneuert 1897, restauriert 1936 und 2003“ sind noch vorhanden.

### Ausbau zum Erholungsort

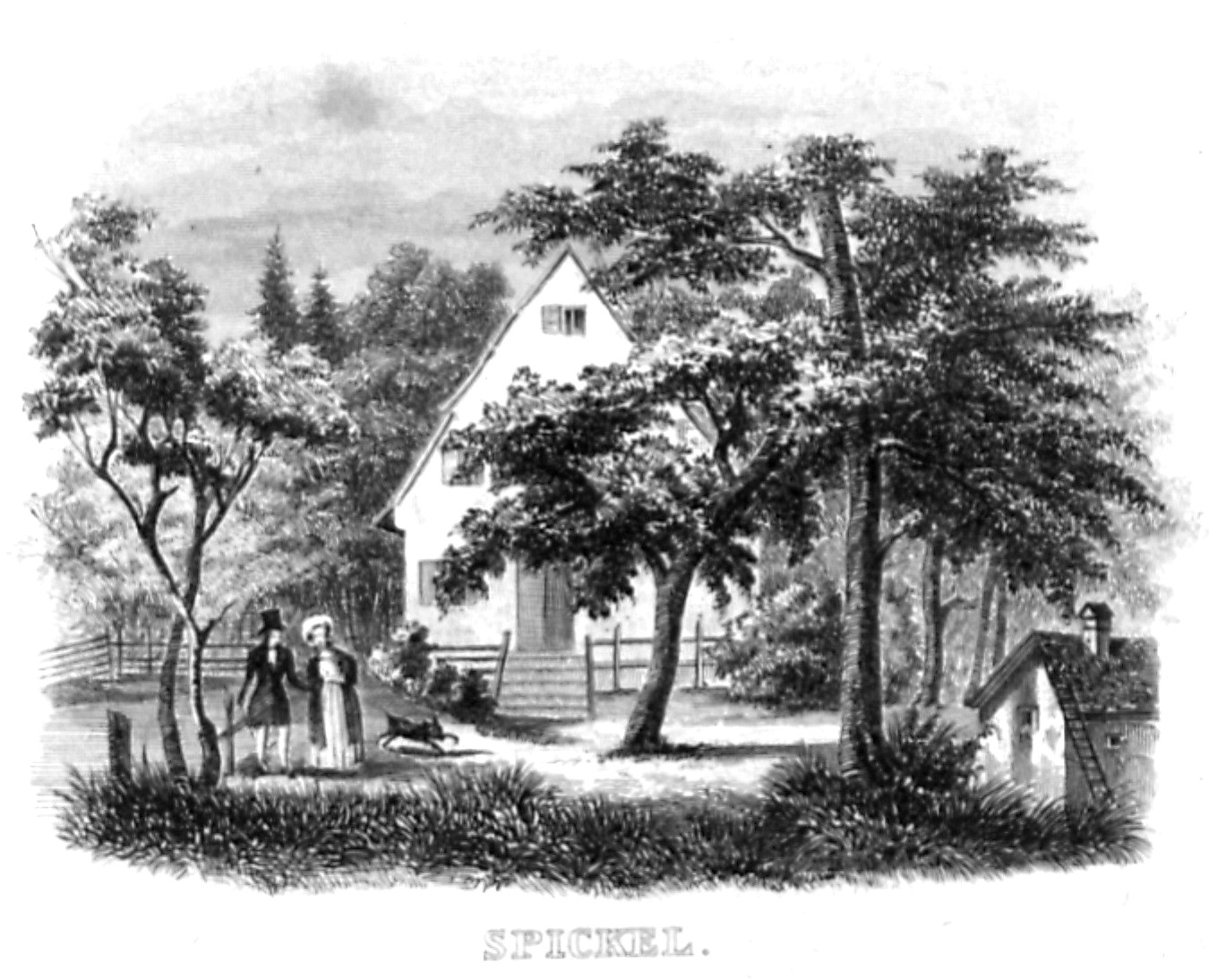
Der Spickel, Augsburg um 1820

Zu Beginn des 19. Jahrhunderts war der Spickel ein populärer Ausflugsort geworden:

„Es wurden angenehme breite Spaziergänge in den Wald gehauen, ein freundliches Häuschen erbaut, Tische und Bänke unter den schattigten Fichten errichtet, Rasen- und Moossitze an den Gängen und in freundlichen Nischen angebracht. Junge Lerchen, und andere Bäume und Sträucher wurden unter die schwarzen Tannen gepflanzt, um durch ihr freundlicheres Grün die Reize der Gegend zu erhöhen. Mannigfaltige Innschriften auf verschiedene Plätze vertheilt, luden zum frohen Lebensgenusse, zum Andenken an den Geber des Guten etc. ein. Statuen und Büsten wurden hin und wieder ausgestellt.
Ein bequemes sicheres Fahrzeug winkte am Ufer, und lud die Lustwandelnden ein, auf den Wellen des Stromes hinab und hinan zu gleiten, und auch das Vergnügen einer Wasserfahrt zu geniessen. An dem anderen Lechkanale wurde ein Badehaus in Gestalt von Ruinen einer alten Burg angelegt. An einer andern Stelle überrascht den Lustwandler plötzlich die stille friedliche Klause eines Einsiedlers. Auch andere Anstalten zur Beförderung der Leibesbewegung und der Unterhaltung zum Schaukeln, Kegelschieben etc. wurden getroffen.“

Tanzveranstaltungen wurden regelmäßig in den Zeitungen annonciert und ein Stadtführer aus dem Jahr 1830 berichtet: „Eine Anzahl Kähne gestatten das Vergnügen einer Wasserfahrt, auf welchen nicht selten fröhliche Gesellschaften, getragen vom Rücken des ruhigen Stromes zur Stadt zurückkehren.“ Dieselbe Quelle verrät: „Der gegenwärtige Besitzer wohnt, was bei den frühern Wirthen nicht der Fall war, in dem auf diesem Platze befindlichen Gebäude, daher kann der Spickel auch im Winter zu einem angenehmen Punkte für Schlittagen [Schlittenfahrten] benützt [...] werden.“

### Bahnanbindung ab 1839
Mit dem Bau der Eisenbahnlinie von Augsburg nach München (1838–40) erhielt die „Insel“ ihre eigene Haltestelle und war schon vor der offiziellen Eröffnung des Dampfbetriebs mit der Pferdebahn erreichbar: „Es ist noch zu erwähnen, daß man jetzt auf der Eisenbahn in die Insel fährt, nämlich auf der kurzen Strecke, die die Augsburger, den Münchnern entgegenzukommen, herausgearbeitet haben, und die vom rothen Thore bis zum Lech geht. Der Dienst wird durch Pferde versehen, denn sie besitzt noch keine Lokomotive.“ Allein in der Zeit vom 4. Mai bis zum 28. Juni 1839 fuhren 16.996 Personen auf der Strecke vom ersten Augsburger Bahnhof an der Schüleschen Kattunfabrik zum Haltepunkt Spickel. Der Preis für eine Fahrt im offenen Wagen betrug 6 Kreuzer, für ein Billet 1. Klasse 12 Kreuzer.

### Gäste, Bier und Wirte
Zu den Gästen der Waldwirtschaft gehörte neben dem bayerischen Sprachforscher Johann Andreas Schmeller (1785–1852) unter anderem Rudolf Diesels Großvater Johann Christoph (1802–1867): „Das Bier mußte ihm täglich vom 'Spickel', wo es damals am besten gewesen sein soll, geholt werden.“
In den Jahren 1885 bis 1895 wurden über dreieinhalb Millionen Liter Bier der Actienbrauerei zum Prinz Karl von Bayern dort ausgeschenkt.
Namentlich bekannte Wirte waren: Felix Baur (Caffetier und Traiteur, um 1818), Augustin Deuringer (um 1822), Georg Ebert 1839–1864, Schneider, Bierschenk (um 1844), Johann Hager (1867–72) und Matthias Forster (Gastwirt u. Fuhrwerksbesitzer, um 1912).

### Neubau 1896–98

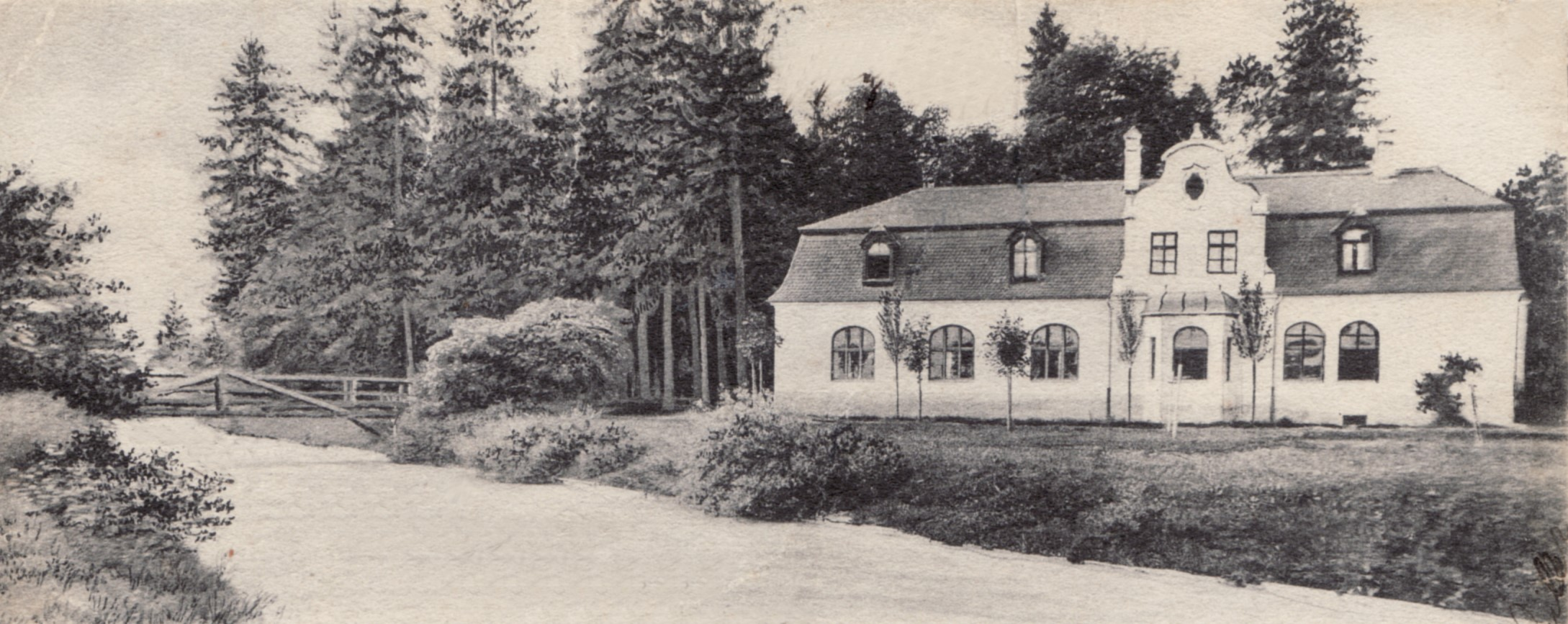
Rückseite der Spickel-Gaststätte mit Stadtbach, um 1900

Wegen des immer noch wachsenden Andrangs der Ausflügler wurde die „Spickelwirtschaft“ 1896–98 nach Plänen des Stadtbaumeisters Josef Schempp (1865–1931) im Stil eines neubarocken Jagdschlosses neu erbaut.
Am Eingang war eine Tafel aus der Biedermeierzeit mit folgendem Vers angebracht:
Hier auf dieser Insel wohne
Wonne und Verträglichkeit,
Und der Stifter Arbeit lohne
Froher Enkel Dankbarkeit!
Im Jahr 1902 betrug der sogenannte „Pachtschilling“ für die Gaststätte 3000 Mark.
Eine Ansichtskarte aus dem Jahr 1907 belegt, dass es seit 1895 auf der Insel einen „Rauchclub Spickel“ gab, dessen Vorstand Oberförster Scheidter war. Das Motto des Clubs: „Brüder raucht - trinkt - singt / Schwestern - raucht - singt - minnt.“ Darunter der Gruß: „Gut Qualm“.

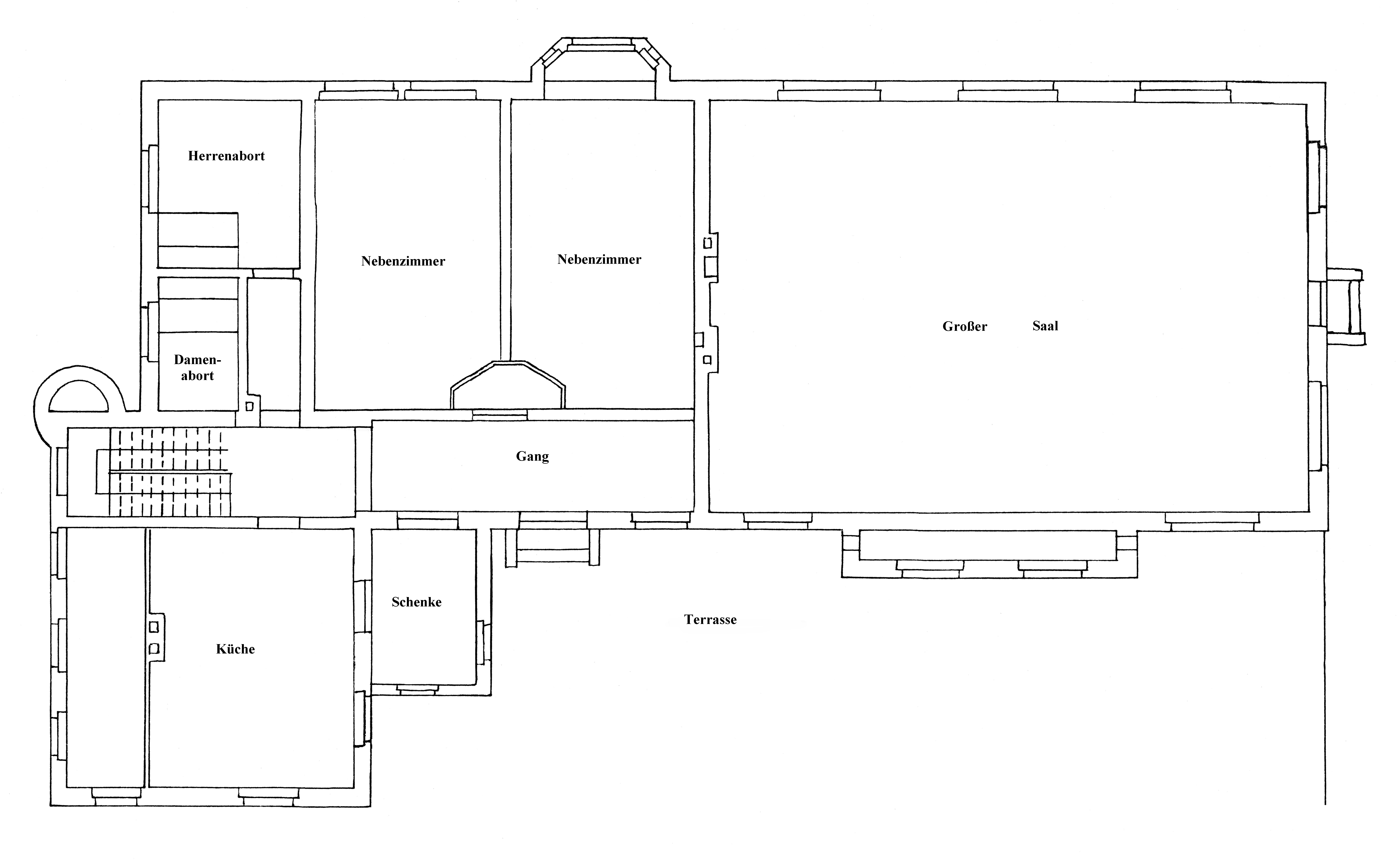
Grundriss des Gebäudes ab 1897
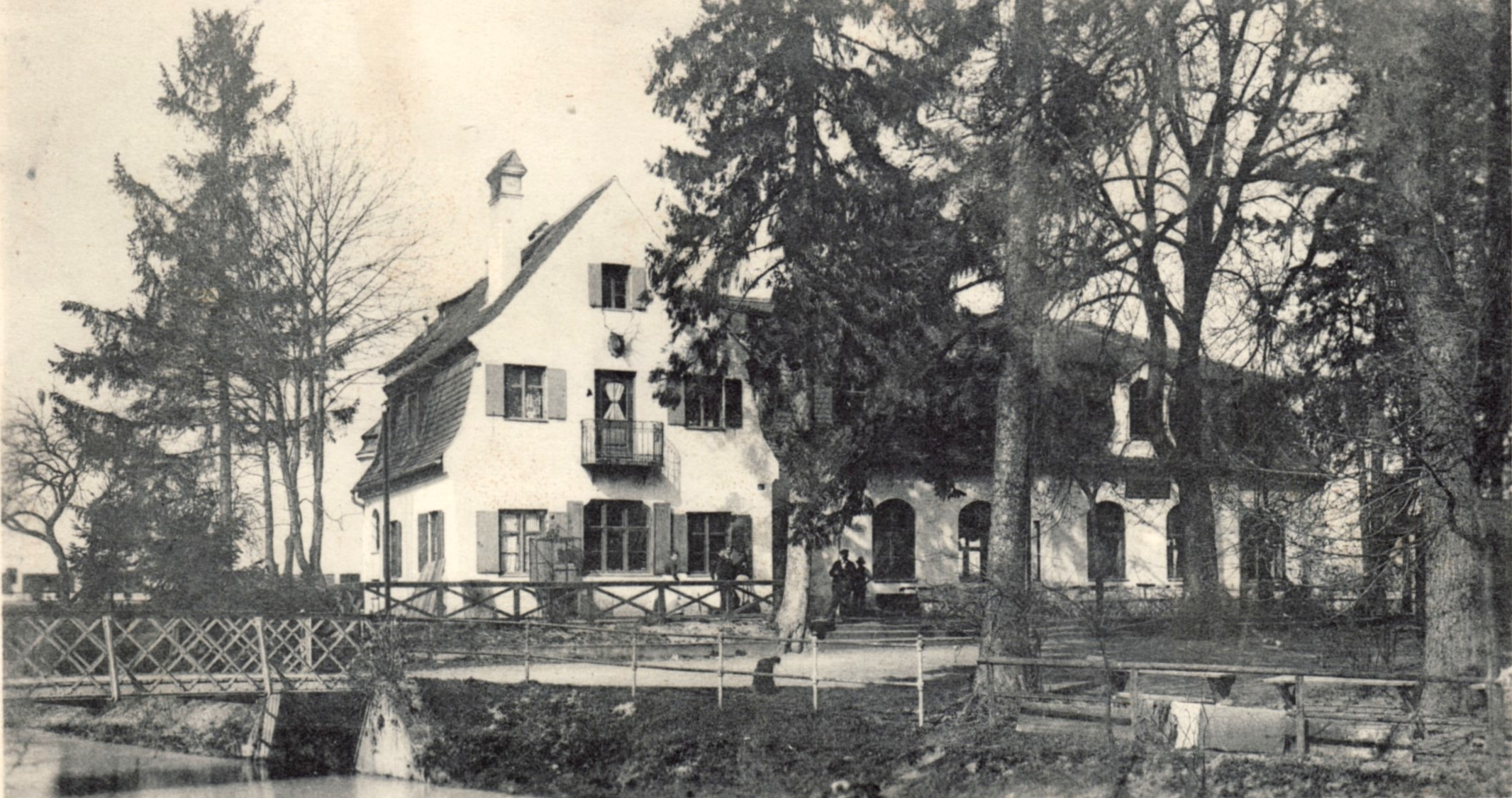
Die Spickel-Gaststätte 1904. Links im Bild hinter der Brücke Waggons eines Zuges auf der nahe gelegenen Bahnstrecke München–Augsburg.
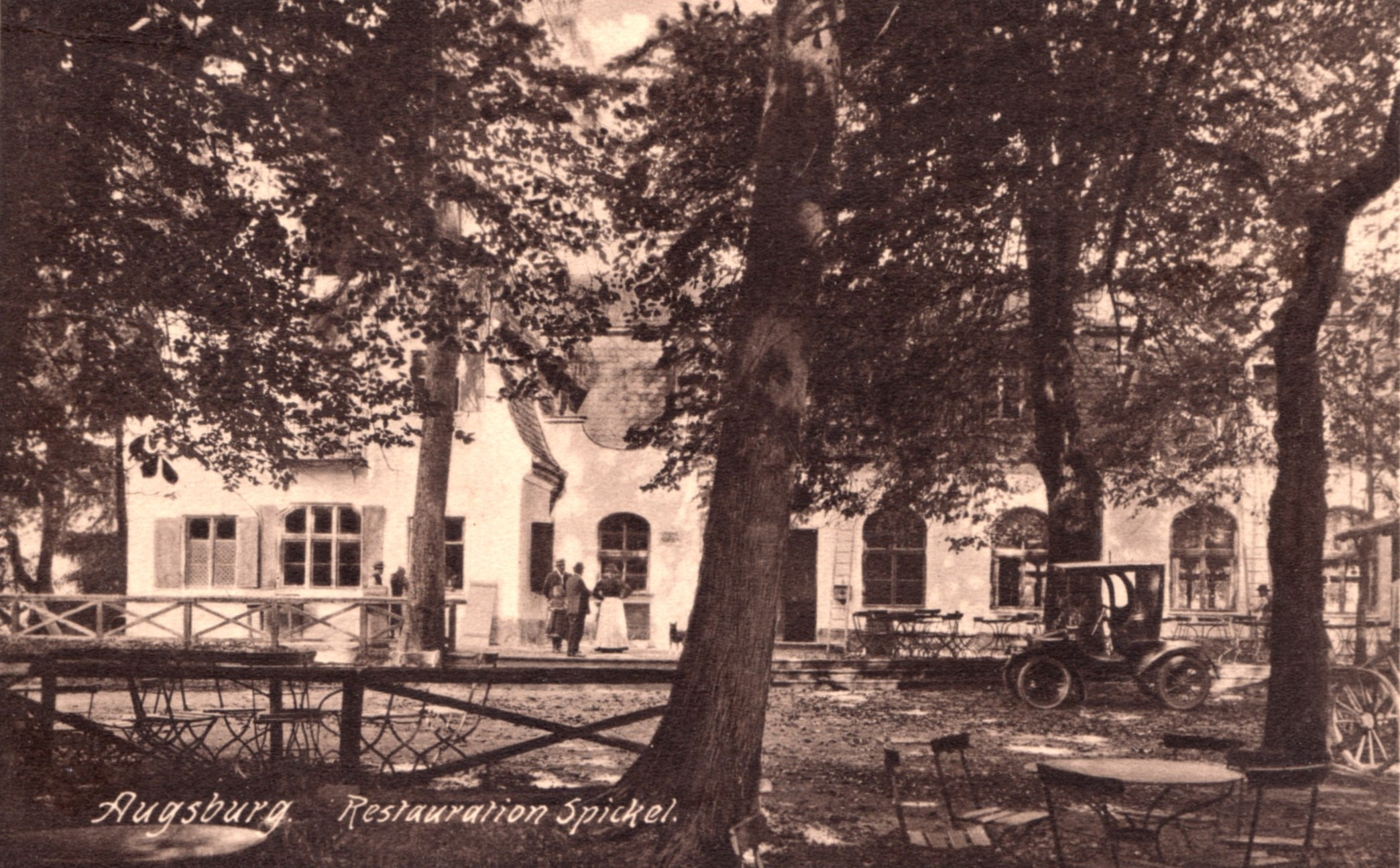
Spickel-Gaststätte um 1909: Vor dem Gebäude ein Wenkelmobil.

### Gartenstadt Augsburg-Spickel

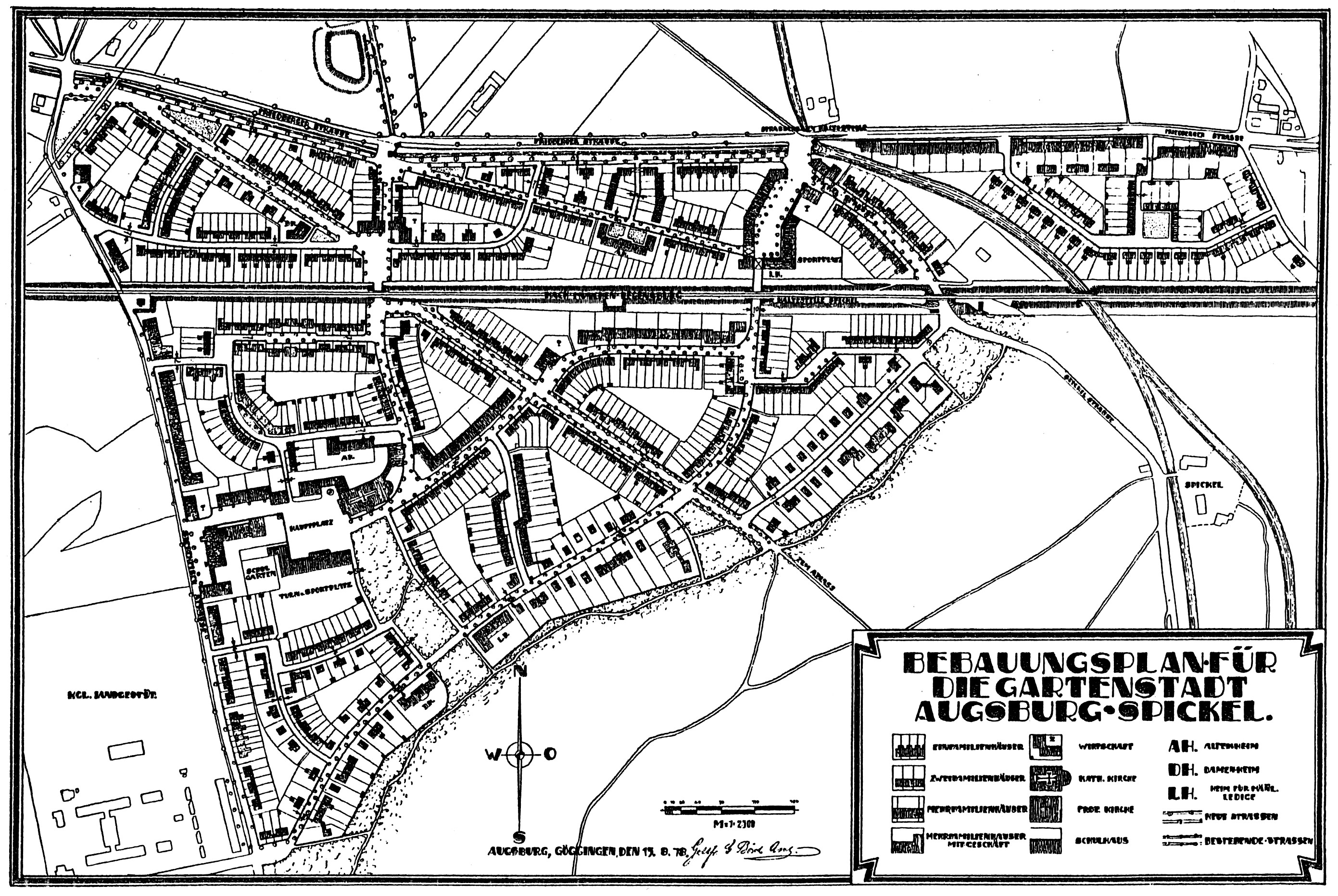
Bebauungsplan für die Gartenstadt Augsburg-Spickel, um 1919. Am rechten Rand sieht man die namensgebende Spickel-Gaststätte.

Nach dem Ersten Weltkrieg entwarfen Gottfried E. Bösch (1874–1929) und Joseph Weidenbacher (1886–1973) ein Wohnviertel beiderseits der Bahnstrecke München–Augsburg, um der herrschenden Wohnungsnot zu begegnen. Das gutbürgerliche Viertel mit kleinen Ein- und Mehrfamilienhäusern hat das Thelottviertel zum Vorbild und wurde die „Gartenstadt Augsburg-Spickel“ genannt.
Die Spickel-Gaststätte befand sich mehrere hundert Meter außerhalb des Wohnviertels auf der Spickel-Insel im Wald. 1925/26 wurde im Inneren des neugeschaffenen Viertels, in der Hornungstraße 44, nach Plänen des Architekten Michael Kurz (1876–1957) ein weiteres Gasthaus mit Biergarten erbaut. Dieses Gasthaus existiert noch heute und trägt, nachdem es lange den Namen „Zebra“ hatte, Stand 2022 den Namen „Gasthaus zum Spickel“.

### Verfall und Abriss der Waldgaststätte
In den 1950er Jahren hatte die Spickel-Gaststätte dringenden Sanierungsbedarf, aber die Stadt Augsburg unterließ als Eigentümerin die notwendigen Investitionen. Als schließlich der Zustand der Gebäude so schlecht geworden war, dass erste Gerüchte über einen geplanten Abriss an die Öffentlichkeit sickerten, gab es heftige Bürgerproteste. Diese hatten jedoch keinen Erfolg. Der Stadtrat beschloss 1966 den kompletten Abriss der traditionsreichen Spickel-Gaststätte und führte diesen im Dezember 1966 aus. Die letzte Pächterin war die Gastwirtswitwe Viktoria Schreier. Heute erinnern nur noch Fundamentreste und das Denkmal für Erzherzog Karl an die Blütezeit der beliebten „Insel“.
Einige Jahre nach dem Abriss entstand unmittelbar östlich des historischen Spickel-Geländes die Kanustrecke des Augsburger Eiskanals.